# Kerrith Whyte
Kerrith Whyte Jr. (Loxahatchee, 31 ottobre 1996) è un giocatore di football americano statunitense che milita nel ruolo di running back per i Memphis Showboats della United States Football League (USFL).

## Carriera

### Chicago Bears
Whyte fu scelto nel corso del settimo giro (222º assoluto) del Draft NFL 2019 dai Chicago Bears. Fu svincolato il 26 settembre e firmò per la squadra di allenamento il giorno successivo.

### Pittsburgh Steelers
Il 16 novembre 2019, Whyte firmò con i Pittsburgh Steelers. A causa degli infortuni degli altri running back della squadra, l'8 dicembre guadagnò 74 yard totali nella vittoria sugli Arizona Cardinals. La sua stagione da rookie si concluse con 24 portate per 122 yard in 6 partite, tutte con Pittsburgh.

### Detroit Lions
Il 9 settembre 2020 Whyte firmò con la squadra di allenamento dei Detroit Lions.